# 植田益朗
植田 益朗（うえだ ますお、1955年9月26日 - ）は、日本のアニメプロデューサー、実業家。株式会社スカイフォール代表取締役。

## 経歴
東京都生まれ。1974年東京都立新宿高等学校卒業。日本大学芸術学部映画学科を卒業後、1979年に日本サンライズ（後のサンライズ）に入社。『機動戦士ガンダム』の途中から制作進行として入り、劇場版『機動戦士ガンダムIII めぐりあい宇宙篇』よりプロデューサーに就任。以後、サンライズ第3スタジオでガンダムシリーズや『銀河漂流バイファム』『蒼き流星SPTレイズナー』『シティーハンター』などの作品を手掛ける。
1995年にサンライズ常務取締役に就任。ガンダム20周年にむけた「ビッグバンプロジェクト」の総指揮を執る。
2000年に20年近く勤めたサンライズを退職し、フリープロデューサーとして『犬夜叉』などを担当。
2003年にアニプレックスに統括チーフ・プロデューサーとして入社。デジタルハリウッド大学院大学教授、外務省文化交流課有識者会議委員、日本動画協会理事などを経験する。
2010年にA-1 Pictures代表取締役社長に就任し、再びアニメの制作業務に携わる。
2014年にアニプレックス代表取締役社長に就任。
2015年にソニー・ミュージックエンタテインメント コーポレートSVPに就任。同年に日本のアニメーション100周年プロジェクト「アニメNEXT＿100」推進会議の座長に就任。
2016年にアニプレックス取締役会長を経て、ソニー・ミュージックエンタテインメント顧問（常勤）に就任。
2017年にアニプレックスを退職。同年に文化放送AG-ON Premiumで冠トーク番組「植田益朗のアニメ!マスマスホガラカ」が配信開始。
2018年に元バンダイビジュアル社長の渡辺繁と共に株式会社スカイフォールを設立、代表取締役に就任。2019年に同社初企画として『∀ガンダム』以来親交のあるシド・ミードの34年ぶりの国内個展をプロデュースする。
2022年、アニメ業界の未来を考える会としてインボイス制度導入反対の主張を行った。

## 略歴
- 1979年（昭和54年） - 日本サンライズ（現・バンダイナムコフィルムワークス サンライズブランド）入社。
- 1995年（平成7年） - サンライズ常務取締役。
- 2000年（平成12年） - サンライズ退職。
- 2003年（平成15年）12月 - アニプレックス入社 統括チーフ・プロデューサー[8]。
- 2004年（平成16年）2月 - アニプレックス執行役員[16]。
- 2005年（平成17年）5月 - A-1 Pictures設立 非常勤取締役[17]。
- 2010年（平成22年）6月 - A-1 Pictures代表取締役執行役員社長[18]。
- 2013年（平成25年）6月 - 一般社団法人日本動画協会理事[19]。
- 2014年（平成26年）2月 - アニプレックス代表取締役執行役員社長[20]。
- 2015年（平成27年）4月 - A-1 Pictures非常勤取締役[21]。
- 2015年（平成27年）6月 - 番町製作所（現・Quatro A）非常勤取締役[22]。
- 2015年（平成27年）6月 - ソニー・ミュージックエンタテインメント コーポレートSVP ANXグループ担当[23]。
- 2016年（平成28年）4月 - アニプレックス取締役会長[24]。
- 2016年（平成28年）7月 - ソニー・ミュージックエンタテインメント顧問（常勤）[25]。
- 2017年（平成29年）6月 - アニプレックス退職[26]。
- 2018年（平成30年）3月 - スカイフォール設立 代表取締役（現任）[13]。
- 2018年（平成30年）6月 - インタラクティーヴィ放送番組審議会委員。

## 作品一覧

### テレビアニメ
1979年
- 機動戦士ガンダム - 制作進行（第8話・第17話・第21話・第25話・第29話・第37話・第41話）

1980年
- ザ☆ウルトラマン - 制作進行（第43話・第44話・第48話）
- 伝説巨神イデオン - 制作進行

1983年
- 銀河漂流バイファム - プロデューサー

1984年
- 超力ロボ ガラット - プロデューサー

1985年
- 蒼き流星SPTレイズナー - プロデューサー

1987年
- シティーハンター - プロデューサー

1988年
- シティーハンター2 - プロデューサー

1989年
- シティーハンター3 - プロデューサー

1990年
- オバタリアン - プロデューサー

1991年
- シティーハンター'91 - プロデューサー

1993年
- 機動戦士Vガンダム - プロデューサー

1994年
- 死にぞこない係長 - プロデューサー
- 機動武闘伝Gガンダム - プロデューサー

1995年
- 闇夜の時代劇 - 企画
- 新機動戦記ガンダムW - プロデューサー

1996年
- 機動新世紀ガンダムX - 企画プロデューサー
- ガンバリスト! 駿 - プロデューサー

1997年
- シティーハンター グッドバイ・マイ・スイートハート - 企画

1998年
- 銀河漂流バイファム13 - プロデューサー
- ブレンパワード - 企画プロデューサー
- DTエイトロン - 企画

1999年
- 星界の紋章 - 企画
- シティーハンター 緊急生中継!? 凶悪犯冴羽獠の最期 - 製作

2000年
- 星界の断章 -誕生- - 企画
- 星界の戦旗 - 企画
- 犬夜叉 - 企画

2003年
- ブラック・ジャック スペシャル 〜命をめぐる4つの奇跡〜 - プロデューサー

2004年
- アークエとガッチンポー - プロデューサー

2005年
- アークエとガッチンポーてんこもり - プロデューサー
- エンジェル・ハート - チーフプロデューサー

2006年
- ぜんまいざむらい - プロデューサー

2007年
- 天保異聞 妖奇士 - 企画協力（第13話 - 第25話）
- ひだまりスケッチ - 企画
- DARKER THAN BLACK -黒の契約者- - 企画
- おおきく振りかぶって - 企画
- バッカーノ! - 企画

2008年
- ヴァンパイア騎士 - 企画
- セキレイ - 企画
- ひだまりスケッチ×365 - 企画
- 鉄腕バーディー DECODE - 企画
- 夏目友人帳 - 企画
- 黒執事 - エグゼクティブプロデューサー
- 亡念のザムド - 企画
- 地獄少女 三鼎 - 協力
- かんなぎ - エグゼクティブプロデューサー
- ヴァンパイア騎士 Guilty - 企画

2009年
- 鉄腕バーディー DECODE:02 - 企画
- 続 夏目友人帳 - 企画
- 金色のコルダ〜secondo passo〜 - 企画
- 鋼の錬金術師 FULLMETAL ALCHEMIST - 企画（第1話 - 第14話）
- グイン・サーガ - エグゼクティブプロデューサー
- FAIRY TAIL - 企画

2010年
- 黒執事II - エグゼクティブプロデューサー
- 咎狗の血 - エグゼクティブプロデューサー

2011年
- フラクタル - 製作
- あの日見た花の名前を僕達はまだ知らない。 - 企画協力
- 青の祓魔師 - エグゼクティブプロデューサー
- うたの☆プリンスさまっ♪ マジLOVE1000% - エグゼクティブプロデューサー
- THE IDOLM@STER - 企画協力
- WORKING'!! - エグゼクティブプロデューサー

2012年
- 宇宙兄弟 - 制作統括
- つり球 - 制作統括
- ソードアート・オンライン - 制作統括
- 新世界より - 企画
- 超速変形ジャイロゼッター - エグゼクティブプロデューサー
- マギ The labyrinth of magic - 企画

2013年
- 俺の彼女と幼なじみが修羅場すぎる - 企画
- ビビッドレッド・オペレーション - 制作統括
- うたの☆プリンスさまっ♪ マジLOVE2000% - エグゼクティブプロデューサー
- 俺の妹がこんなに可愛いわけがない。 - 制作統括
- サーバント×サービス - 企画
- 銀の匙 Silver Spoon - 制作統括
- マギ The kingdom of magic - 企画
- ガリレイドンナ - 制作統括
- ソードアート・オンライン Extra Edition - 制作統括

2014年
- 世界征服〜謀略のズヴィズダー〜 - 企画
- FAIRY TAIL（第2期） - 企画（第176話 - 第226話）
- ピンポン THE ANIMATION - 製作
- 龍ヶ嬢七々々の埋蔵金 - 制作統括（第1話）→製作（第2話 - 第11話）
- ソードアート・オンラインII - 企画
- アルドノア・ゼロ - 企画
- 残響のテロル - 製作
- Persona4 the Golden ANIMATION - 企画
- 黒執事 Book of Circus - 企画
- まじっく快斗1412 - 企画、チーフプロデューサー
- 七つの大罪 - 企画
- 四月は君の嘘 - 製作

2015年
- 冴えない彼女の育てかた - 製作
- アイドルマスター シンデレラガールズ - 企画
- デュラララ!!×2 承 - 企画
- DOG DAYS'' - エグゼクティブプロデューサー
- 魔法少女リリカルなのはViVid - 企画
- 電波教師 - 製作指揮（第1話 - 第12話）
- ガンスリンガー ストラトス - 企画
- プラスティック・メモリーズ - 企画
- パンチライン - 製作
- 乱歩奇譚 Game of Laplace - 製作
- Classroom☆Crisis - 企画
- デュラララ!!×2 転 - 企画
- Charlotte - 企画
- WORKING!!! - 企画
- 学戦都市アスタリスク - 企画
- すべてがFになる THE PERFECT INSIDER - 製作

2016年
- 僕だけがいない街 - 製作
- デュラララ!!×2 結 - 企画
- 甲鉄城のカバネリ - 製作
- マギ シンドバッドの冒険 - 企画

2025年
- 未ル わたしのみらい - 総合プロデューサー

### 劇場アニメ
1981年
- 機動戦士ガンダムII 哀・戦士編 - アシスタントプロデューサー

1982年
- 機動戦士ガンダムIII めぐりあい宇宙編 - プロデューサー

1987年
- バツ&テリー - プロデューサー

1989年
- ファイブスター物語 - プロデューサー

1992年
- 機動戦士ガンダム0083 ジオンの残光 - プロデューサー

1998年
- 新機動戦記ガンダムW Endless Waltz 特別篇 - 企画

2000年
- エスカフローネ - プロデューサー

2001年
- カウボーイビバップ 天国の扉 - プロデューサー
- 犬夜叉 時代を越える想い - 企画、プロデューサー

2002年
- 犬夜叉 鏡の中の夢幻城 - 企画、プロデューサー

2003年
- 犬夜叉 天下覇道の剣 - 企画、プロデューサー

2004年
- 犬夜叉 紅蓮の蓬莱島 - 企画、プロデューサー

2007年
- 劇場版 空の境界 第一章 俯瞰風景 - エグゼクティブプロデューサー
- 劇場版BLEACH The DiamondDust Rebellion もう一つの氷輪丸 - 製作委員会
- 劇場版 空の境界 第二章 殺人考察（前） - エグゼクティブプロデューサー

2008年
- 劇場版 空の境界 第三章 痛覚残留 - エグゼクティブプロデューサー
- 劇場版 空の境界 第四章 伽藍の洞 - エグゼクティブプロデューサー
- 劇場版 空の境界 第五章 矛盾螺旋 - エグゼクティブプロデューサー
- 劇場版BLEACH Fade to Black 君の名を呼ぶ - 製作委員会
- 劇場版 空の境界 第六章 忘却録音 - エグゼクティブプロデューサー

2009年
- 劇場版 空の境界 第七章 殺人考察（後） - エグゼクティブプロデューサー

2010年
- 宇宙ショーへようこそ - 製作統括
- 劇場版 空の境界 終章／空の境界 - エグゼクティブプロデューサー

2012年
- 劇場版 FAIRY TAIL 鳳凰の巫女 - 企画
- 青の祓魔師 ―劇場版― - 制作統括

2013年
- 聖☆おにいさん - 企画
- 劇場版 あの日見た花の名前を僕達はまだ知らない。 - 製作

2014年
- THE IDOLM@STER MOVIE 輝きの向こう側へ! - 制作統括
- 宇宙兄弟#0 - 製作、企画、プロデューサー
- THE LAST -NARUTO THE MOVIE- - 製作委員会

2015年
- 心が叫びたがってるんだ。 - 製作代表
- 屍者の帝国 - 製作
- ハーモニー - 製作

2016年
- 傷物語〈I 鉄血篇〉 - 協力
- 同級生 - 協力

2019年
- 劇場版シティーハンター 新宿プライベート・アイズ - 企画協力

### OVA
1984年
- 銀河漂流バイファム - プロデューサー

1986年
- 蒼き流星SPTレイズナー ACT-III 刻印2000 - プロデューサー

1988年
- 機甲猟兵メロウリンク - プロデューサー

1991年
- 機動戦士ガンダム0083 STARDUST MEMORY - プロデューサー

1994年
- 装甲騎兵ボトムズ 赫奕たる異端 - プロデューサー

1995年
- 沈黙の艦隊 - プロデューサー（第1話）

1996年
- 機動戦士ガンダム 第08MS小隊 - プロデューサー（第6話 - 第11話・特別編）

2007年
- 天保異聞 妖奇士 奇士神曲 - 企画

2009年
- 鉄腕バーディー DECODE -THE CIPHER- - 企画

2011年
- 戦場のヴァルキュリア3 誰がための銃瘡 - 企画

### Webアニメ
2006年
- FLAG - エグゼクティブプロデューサー

2016年
- BROTHERHOOD FINAL FANTASY XV - 企画

### テレビドラマ
2008年
- RHプラス - 製作
- ここはグリーン・ウッド 〜青春男子寮日誌〜 - 製作

## 出演

### テレビ
2019年
- BS1スペシャル「ガンダム誕生秘話 完全保存版」（12月6日、NHK BS1）

### ラジオ
2017年
- 植田益朗のアニメ!マスマスホガラカ（4月25日 - 、AG-ON Premium） - パーソナリティ